# Katastrofa górnicza w kopalni Donnersmarckhütte
Katastrofa górnicza w kopalni Donnersmarckhütte – katastrofa, do której doszło 10 stycznia 1923 roku na terenie kopalni węgla Donnersmarckhütte znajdującej się w Mikulczycach, ówcześnie w granicach Republiki Weimarskiej. W wyniku awarii lokomotywy kolei dołowej doszło do pożaru podziemnego wyrobiska, w którym śmierć poniosło 45 górników.

## Tło historyczne

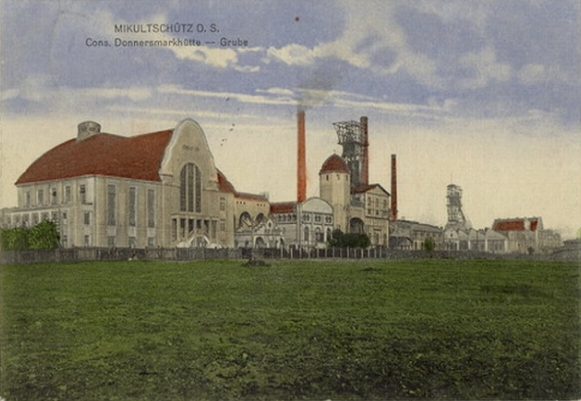
Zabudowania kopalni Donnersmarckhütte na pocztówce barwnej z ok. 1912 roku

Początki wydobycia węgla kamiennego na obszarze wsi Mikulczyce (niem. Mikultschütz) we wschodniej części Górnego Śląska i Królestwa Prus sięgają lat 70. XIX wieku. Po wcześniej przeprowadzonych badaniach geologicznych wytyczono wówczas na tym terenie pola górnicze „Zabrze”, „Neue Abwehr”, „Deutsch Lothringen”, „Jungfrau Metz” i „Saargemünd”, które w 1873 roku stały się częścią majątku koncernu Donnersmarckhütte AG, do którego należała m.in. huta żelaza w Zabrzu. W 1901 roku rozpoczęto drążenie szybów „Adolf” i „Elisabeth”, wykorzystując innowacyjne jak na owe czasy rozwiązania techniczne, np. mrożenie warstw górotworu. Dwa lata później rozpoczęto eksploatację pola „Neue Abwehr”, zaś 22 sierpnia 1906 roku oficjalnie uruchomiono kopalnię węgla kamiennego o nazwie Donnersmarckhüttegrube (pol. tłum. „Kopalnia Huty Donnersmarcka”).
Kopalnia w języku potocznym, ale także w publikacjach prasowych oraz materiałach i dokumentach koncernu, często była określana mianem Abwehrgrube pochodzącym od nazwy pierwszego eksploatowanego pola górniczego. Nazwę tę oficjalnie wprowadzono jednak dopiero w 1927 roku, kiedy zakład został przejęty przez gwarectwo Castellengo-Abwehr będące współwłasnością Donnersmarcków i Ballestremów.

## Przebieg katastrofy
Wieczorem w środę 10 stycznia 1923 roku, między godziną 19:30 a 20:00 na głębokości 282 m pod ziemią w pokładzie „Hugo” doszło do awarii napędzanej benzolem lub benzyną lokomotywy kolei podziemnej. W trakcie jazdy w maszynie pękła śruba, której fragmenty uszkodziły łożysko wału korbowego, wskutek czego tłok wypadł z cylindra, uszkadzając przewód łączący napęd ze zbiornikiem paliwa. To z kolei doprowadziło do wycieku paliwa, a następnie jego eksplozji. Spowodowało to wybuch pożaru, który ze względu na uszkodzenie rurociągu transportującego sprężone powietrze był dodatkowo podsycany i bardzo szybko się rozprzestrzeniał, obejmując kolejne korytarze kopalni. W następstwie pożaru drewniana obudowa wyrobiska szybko uległa zawaleniu. Fedrujący w rejonie zdarzenia górnicy uciekali nieużytkowaną pochylnią łączącą pokłady 280 i 380, jednak była ona częściowo przysypana i wymagała udrożnienia.

## Akcja ratunkowa

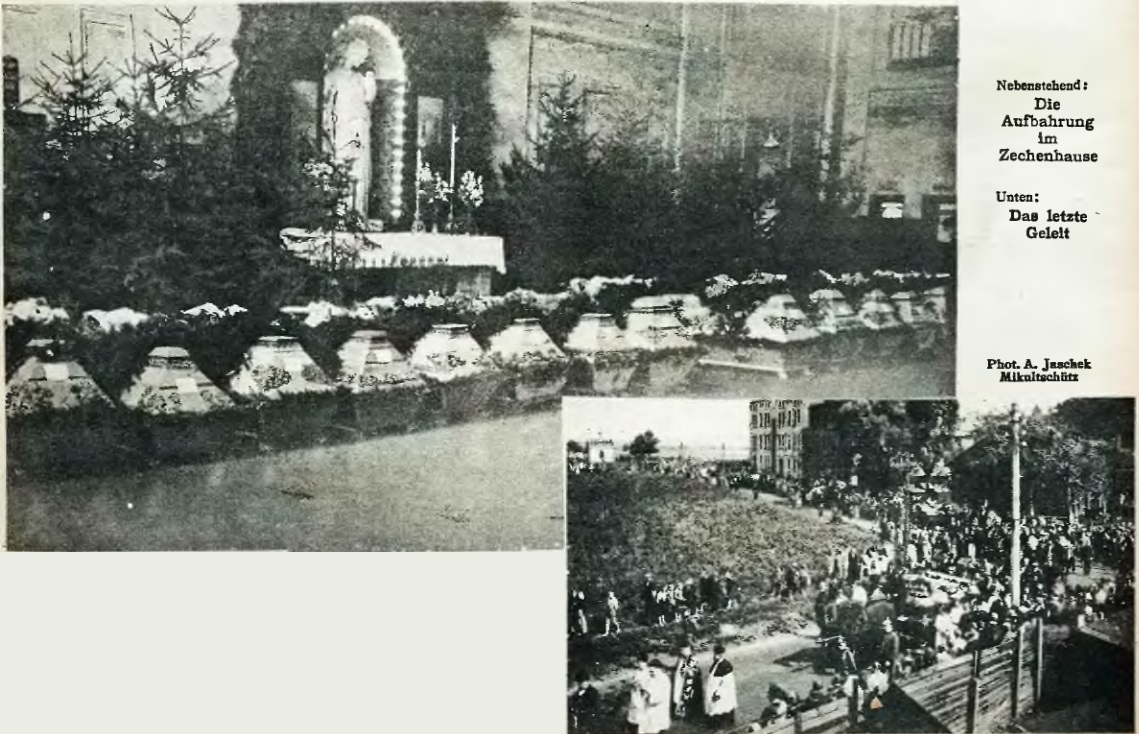
Uroczystości pogrzebowe ofiar katastrofy, 30 sierpnia 1924 roku

Natychmiast po zdarzeniu rozpoczęła się akcja z udziałem ratowników górniczych, strażaków oraz z zaangażowaniem miejscowych szpitali i lecznic. Według różnych doniesień prasowych jeden z górników opuścił wyrobiska o własnych siłach, a dwaj zostali wydobyci podczas akcji ratunkowej bądź też dwóch górników uratowało się dzięki dotarciu do tamy wentylacyjnej tuż przed jej zamknięciem w celu zatrzymania rozprzestrzeniania się pożaru.
Początkowo podjęto próby ugaszenia pożaru. Wkrótce jednak kierownictwo kopalni oraz rzeczoznawcy uznali, że ze względu na okoliczności żaden z poszukiwanych górników nie mógł przeżyć wypadku. W sobotę 13 stycznia górnośląska prasa (m.in. „Katolik” i „Der oberschlesische Wanderer”) opublikowała listę ofiar katastrofy. Początkowo podawano liczbę 43, 45 lub 46 ofiar. Ostatecznie potwierdzono śmierć 45 osób. Pierwsze trzy ciała górników wydobyto na powierzchnię w niedzielę 14 stycznia, jednak po kilku dniach akcję przerwano ze względu na wciąż trwający pożar zagrażający ratownikom. Aby zapobiec rozprzestrzenianiu się ognia, ale też, aby móc wznowić wydobycie w kopalni, rejon pożaru zabezpieczono tamami pożarowymi.
Pomoc pieniężną dla wdów i sierot po zmarłych górnikach przekazali m.in. biskup wrocławski Adolf Bertram, prezydent Rzeszy Friedrich Ebert, kanclerz Wilhelm Cuno, a także koncern Donnersmarckhütte AG.
31 stycznia 1923 roku, dokładnie 3 tygodnie po tragedii w Mikulczycach, doszło do kolejnej katastrofy w górnośląskim górnictwie – w wyniku wybuchu gazu i pyłu węglowego w kopalni Heinitz w pobliskim Rozbarku zginęło 145 górników.

## Pogrzeby i upamiętnienie ofiar

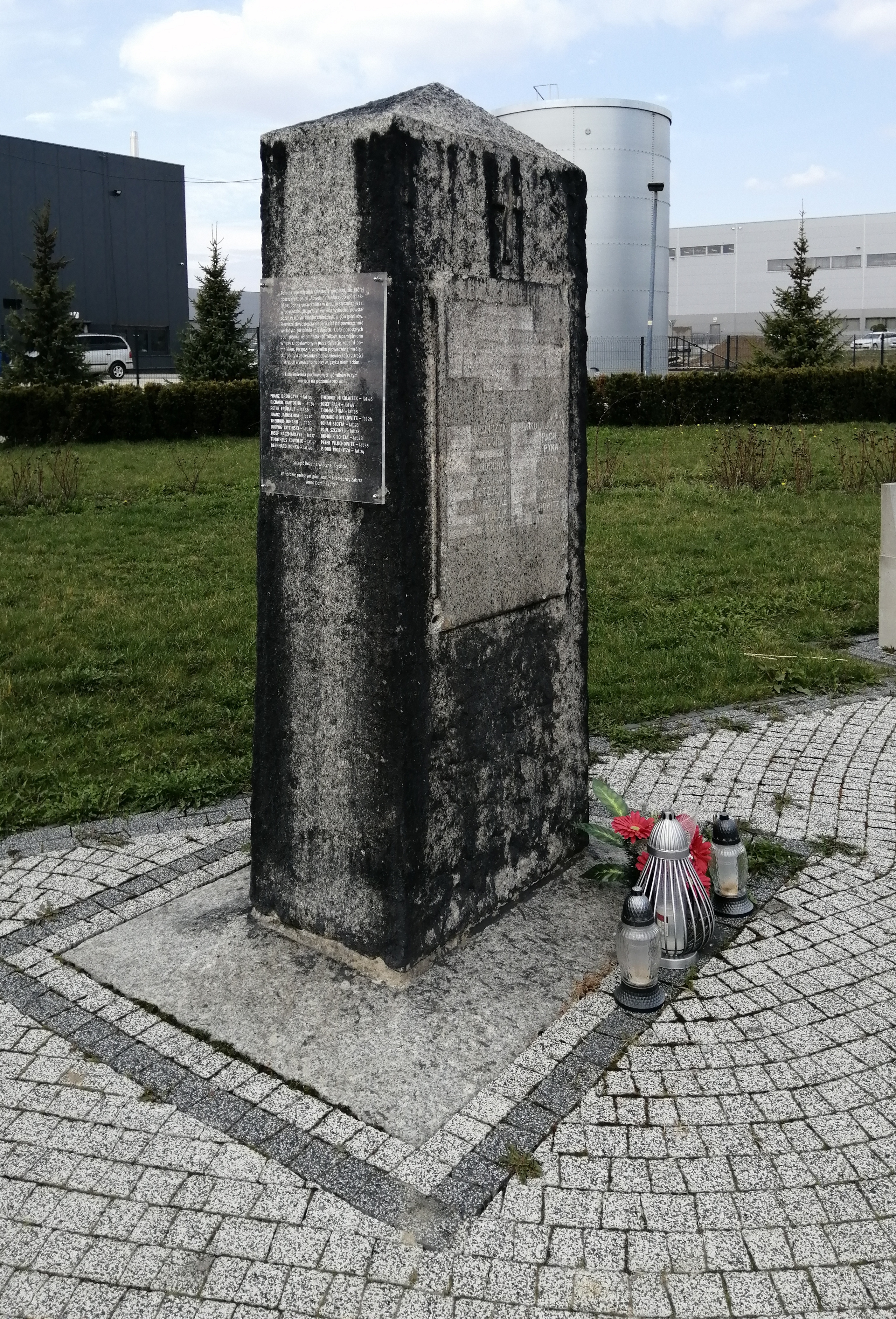
Obelisk odsłonięty w miejscu katastrofy w 1925 roku (zdj. 2023)

17 stycznia odbyły się pogrzeby pierwszych trzech ofiar, których ciała udało się wydobyć z kopalni: Franza Boretzkiego i Franza Lukoschka z Mikulczyc oraz Emanuela Hutki z Wieszowy. Dopiero po półtora roku, w drugiej połowie sierpnia 1924 roku, możliwe było zejście w miejsce katastrofy w celu wydobycia zwłok kolejnych ofiar. Do 29 sierpnia udało się wydobyć łącznie 19 ciał; do pozostałych dostęp uniemożliwiło powstałe w trakcie pożaru zawalisko. 30 sierpnia odbył się uroczysty pogrzeb zmarłych górników, który rozpoczął się w kopalnianej cechowni. Ich ciała zostały złożone w zbiorowej mogile na cmentarzu przy obecnej ul. Gabrieli Zapolskiej w Zabrzu-Mikulczycach (zlikwidowanym w latach 50. XX wieku).
W 1925 roku przy mogile na mikulczyckim cmentarzu ustawiono pomnik upamiętniający ofiary katastrofy, składający się z pomalowanych na czarno płyt z piaskowca, z krzyżem z figurą Chrystusa w części centralnej oraz tablicami z nazwiskami dwudziestu siedmiu poległych górników i symbolami kupli po bokach. Prawdopodobnie krótko po II wojnie światowej pomnik został uszkodzony – inskrypcja w języku niemieckim informująca o katastrofie oraz niemiecko brzmiące imiona ofiar zostały skute. W 2021 roku pomnik został odrestaurowany, na szklanych przeźroczystych płytach odtworzono imiona górników, ich szczątki zaś ekshumowano i przeniesiono na cmentarz komunalny przy ul. Pokoju w Zabrzu.
Również w 1925 roku, w okolicy folwarku Wesoła (niem. Vorwerk Wesolla) znajdującego się między Mikulczycami a Rokitnicą, nad orientacyjnym miejscem katastrofy ustawiono obelisk o wysokości ok. 2 m upamiętniający ofiary, których ciał nie udało się wydobyć na powierzchnię (18 osób). W ramach akcji „odniemczania” Górnego Śląska z niego również usunięto napisy w tym języku. Po wojnie w miejscu folwarku działał PGR Wesoła, a znajdujący się na uboczu pomnik przez lata pozostawał zapomniany. Współcześnie znajduje się na terenie Katowickiej Specjalnej Strefy Ekonomicznej, został odnowiony i wyeksponowany dzięki utworzeniu dookoła niego małego skweru.
Upamiętnieniem ofiar katastrofy w kopalni Donnersmarckhütte jest również nazwa jednej z ulic w Zabrzu-Mikulczycach – ulica Poległych Górników.